# Аккокік (Меріленд)
Аккокік (англ. Accokeek) — переписна місцевість (CDP) в США, в окрузі Графство принца Георга штату Меріленд. Населення — 13 927 осіб (2020).

## Географія
Аккокік розташований за координатами 38°40′36″ пн. ш. 77°0′2″ зх. д. / 38.67667° пн. ш. 77.00056° зх. д. (38.676559, -77.000518).  За даними Бюро перепису населення США в 2010 році переписна місцевість мала площу 74,58 км², з яких 71,04 км² — суходіл та 3,55 км² — водойми.

### Клімат
| Клімат : Аккокік             | Клімат : Аккокік | Клімат : Аккокік | Клімат : Аккокік | Клімат : Аккокік | Клімат : Аккокік | Клімат : Аккокік | Клімат : Аккокік | Клімат : Аккокік | Клімат : Аккокік | Клімат : Аккокік | Клімат : Аккокік | Клімат : Аккокік | Клімат : Аккокік |
| Показник                     | Січ.             | Лют.             | Бер.             | Квіт.            | Трав.            | Черв.            | Лип.             | Серп.            | Вер.             | Жовт.            | Лист.            | Груд.            | Рік              |
| Абсолютний максимум, °C      | 26,1             | 27,2             | 32,8             | 35,0             | 35,6             | 37,8             | 39,4             | 38,9             | 39,4             | 35,6             | 30,0             | 25,0             | 39,4             |
| Середній максимум, °C        | 6,7              | 9,4              | 14,4             | 20,0             | 23,9             | 27,2             | 29,4             | 28,3             | 25,6             | 20,0             | 15,0             | 8,9              | 19,1             |
| Середній мінімум, °C         | −3,3             | −2,2             | 1,7              | 6,1              | 11,7             | 16,7             | 19,4             | 18,3             | 15,0             | 8,3              | 3,3              | −1,1             | 7,9              |
| Абсолютний мінімум, °C       | −22,2            | −18,9            | −17,2            | −6,7             | −1,7             | 3,9              | 7,8              | 7,2              | −0,6             | −7,2             | −12,8            | −17,2            | −22,2            |
| Норма опадів, мм             | 86               | 76               | 102              | 79               | 104              | 97               | 104              | 117              | 109              | 86               | 81               | 81               | 1122             |
| ---------------------------- | ---------------- | ---------------- | ---------------- | ---------------- | ---------------- | ---------------- | ---------------- | ---------------- | ---------------- | ---------------- | ---------------- | ---------------- | ---------------- |
| Джерело: The Weather Channel |                  |                  |                  |                  |                  |                  |                  |                  |                  |                  |                  |                  |                  |

## Демографія
Згідно з переписом 2010 року, у переписній місцевості мешкали 10 573 особи в 3601 домогосподарстві у складі 2835 родин. Густота населення становила 142 особи/км².  Було 3816 помешкань (51/км²).
Расовий склад населення:
| - 64,4 % — чорних або афроамериканців - 24,9 % — білих - 5,5 % — азіатів - 0,5 % — корінних американців - 1,9 % — осіб інших рас |

До двох чи більше рас належало 2,8 %. Частка іспаномовних становила 4,7 % від усіх жителів.
За віковим діапазоном населення розподілялося таким чином: 24,3 % — особи молодші 18 років, 66,5 % — особи у віці 18—64 років, 9,2 % — особи у віці 65 років та старші. Медіана віку мешканця становила 41,2 року. На 100 осіб жіночої статі у переписній місцевості припадало 96,9 чоловіків;  на 100 жінок у віці від 18 років та старших — 94,4 чоловіків також старших 18 років.
Середній дохід на одне домашнє господарство  становив 131 049 доларів США (медіана — 123 559), а середній дохід на одну сім'ю — 136 205 доларів (медіана — 126 905). Медіана доходів становила 76 420 доларів для чоловіків та 68 628 доларів для жінок. За межею бідності перебувало 2,5 % осіб, у тому числі 1,2 % дітей у віці до 18 років та 3,0 % осіб у віці 65 років та старших.
Цивільне працевлаштоване населення становило 6222 особи. Основні галузі зайнятості: публічна адміністрація — 24,9 %, науковці, спеціалісти, менеджери — 19,4 %, освіта, охорона здоров'я та соціальна допомога — 19,2 %.